# Passagem
Passagem là một đô thị thuộc bang Paraíba, Brasil. Đô thị này có diện tích 111,875 km², dân số năm 2007 là 2216 người, mật độ 19,8 người/km².